# 트로엘스 라스무센
트로엘스 라스무센(덴마크어: Troels Rasmussen, 1961년 4월 7일~)은 덴마크의 축구인으로 선수 시절 포지션은 골키퍼였다. 바일레와 AGF 소속으로 프로 선수 생활을 했으며 AGF 소속으로 391번의 경기에 출전했고, 페널티 킥으로 5골을 기록하기도 했다. 또한 1982년부터 1991년까지 덴마크 국가대표팀 소속 골키퍼로 활동했으며, 유로 1984, 유로 1988, 1986년 월드컵에 참가했다. 그는 1986년 월드컵과 유로 1988에서 2경기씩 출전했다.